# Nose art

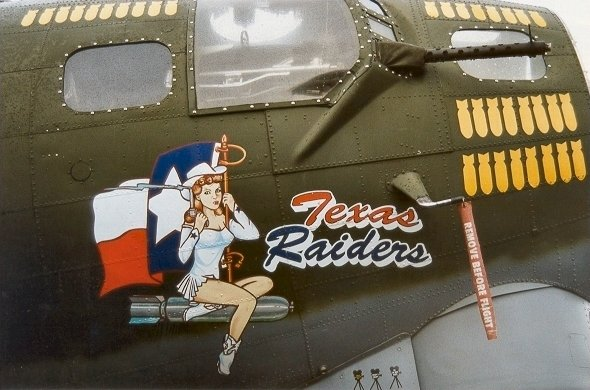
Nose art du B-17 Texas raiders.

Le Nose art, littéralement « art sur le nez (des avions) », est constitué de « peintures de guerre » sur les avions militaires. Elles sont apparues lors de la Première Guerre mondiale mais ont connu leur apogée pendant la Seconde Guerre mondiale.
Ces peintures visaient à exprimer une individualité se démarquant de la rigueur militaire. Elles n'étaient pas encouragées par l'état-major mais tolérées car elles permettaient de maintenir le moral des troupes. En effet, les équipages passaient de nombreux jours sans voler. Pour s'occuper, les hommes cherchaient le meilleur nom ou motif pour leurs avions. Ces motifs étaient peints par l'équipage ou par un artiste officieusement reconnu par la hiérarchie militaire du fait de son talent et qui se retrouvait donc affecté officiellement aux cuisines mais qui ne passait que peu de temps aux casseroles. Enfin, les hommes pouvaient plus facilement identifier un avion par son surnom que par son numéro de série et ce caractère affectif permettait de mieux passer les moments difficiles (stress de la bataille ou mort d'un camarade).
Elles étaient apposées le plus souvent sur le nez de l'appareil, en dessous du poste de pilotage.

## Les motifs
Les sujets les plus fréquents étaient des pin-up souvent copiées sur Yank : The Army Weekly ou sur des calendriers produits en grand nombre d'exemplaires et illustrés par des artistes comme George Petty, Gil Elvgren ou Alberto Vargas (trois grands noms des pin-up des années 1940). Exemple : Memphis Belle (B-17). On trouvait aussi des dessins de femmes en tenue légère, parfois inspirées par des actrices réelles telles que Rita Hayworth ou Betty Grable. Certains dessins furent jugés tellement érotiques ou pornographiques qu'ils durent être amendés.
D'autres sujets étaient des personnages de bandes dessinées ou de dessins animés, tels que Mickey Mouse (parfois mis en œuvre aussi par des Allemands), Donald Duck, Popeye ou des personnages patriotiques américains tels que Yankee Doodle.
Des symboles de jeu tels que des dés ou des cartes à jouer (les as notamment) ont aussi été utilisés.
D'autres fois encore, il s'agit simplement d'un nom, le nom d'une mère (exemple : « Enola Gay » (B-29)) d'une épouse ou d'une petite amie restée au pays, d'une ville (« Windy City » pour un pilote originaire de Chicago) ou d'un simple surnom de l'avion (ex : « Second Chance ») le plus souvent choisi par le pilote et accepté par les membres de l'équipage.
Plus les avions étaient éloignés de la mère patrie ou du public, plus les dessins étaient osés. Ils étaient par exemple plus osés dans le Pacifique que sur le théâtre européen.
Les avions allemands de la Luftwaffe ont parfois mis en œuvre du « Nose Art », notamment Mickey Mouse pour la Légion Condor envoyée en Espagne en 1936 pour soutenir Franco ou sur les avions de l'as allemand Adolf Galland. Les pilotes soviétiques ont parfois décoré leurs avions, mais toujours à base d'images ou de slogans patriotiques.
Le motif le plus récurrent est celui d'une gueule de requin peint dans le bas du nez d'un chasseur à hélice ou à réaction. Ce motif fut créé par des aviateurs allemands pendant la Première Guerre mondiale.
Le plus souvent  il s'agit de tirer parti de l'ouverture de la prise d'air frontale du système de refroidissement (moteurs à pistons) ou, à l'ère du « jet », de l'entrée d'air du turboréacteur qui évoque une gueule grande ouverte.
Il a été adopté par les Messerschmitt Bf 110 du Zerstörergeschwader 76 qui surclassèrent les avions britanniques Gloster Gladiator lors de l'invasion de la Crète en 1941. Les aviateurs alliés s'en inspirèrent sur les Curtiss P-40 des « Tigres volants » pilotés par des volontaires américains contre les Japonais pendant la Seconde Guerre mondiale. Ainsi que sur les P-38 Lightning du 39th Fighter Squadron.
Ce motif de gueule de requin est toujours utilisé de nos jours, notamment sur les A-10 Thunderbolt II où le motif intègre la présence du canon à tir rapide GAU-8 Avenger de 30 mm.
On peut aussi considérer que les trophées de guerre (drapeau ennemi pour chaque avion abattu, bombe pour chaque mission de bombardement, bateau pour chaque navire coulé) peints sur les fuselages constituent des peintures ayant une relation avec l'héraldique.
De nombreux sites sont consacrés au Nose Art, ainsi qu'une bande dessinée française : Pin-up de Philippe Berthet et Yann.

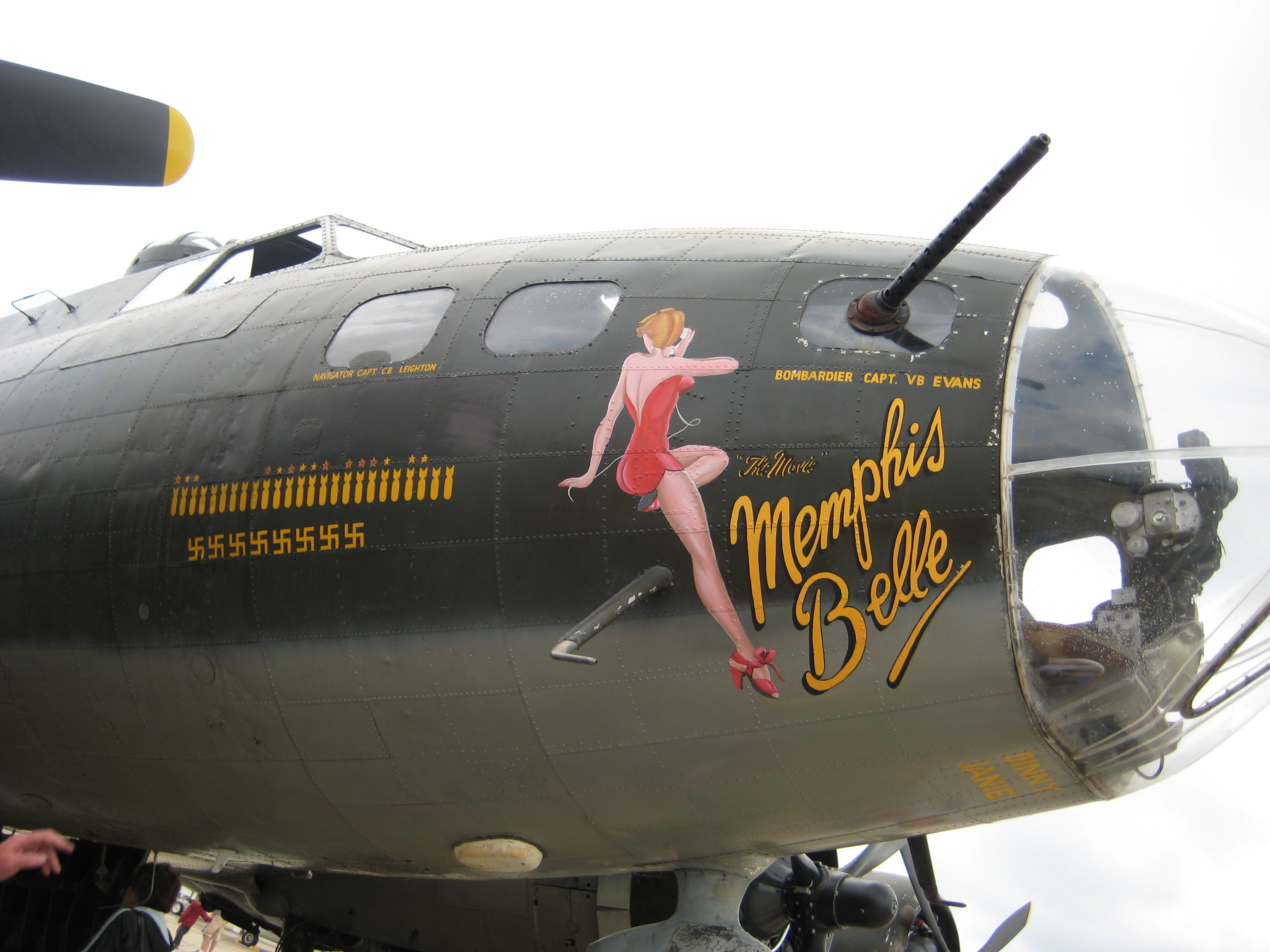
Le B-17 Memphis Belle.
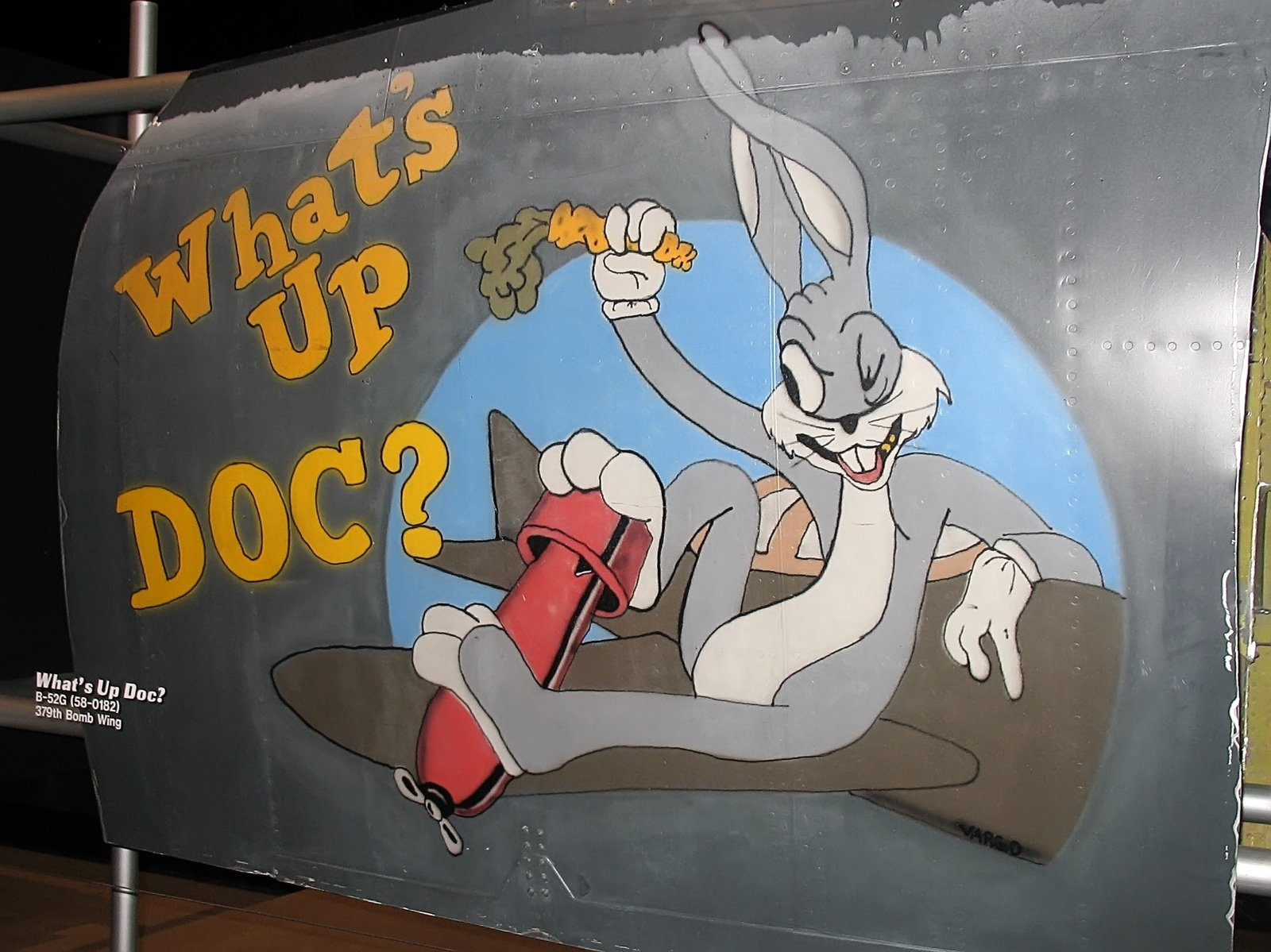
Bugs Bunny sur un B-52.
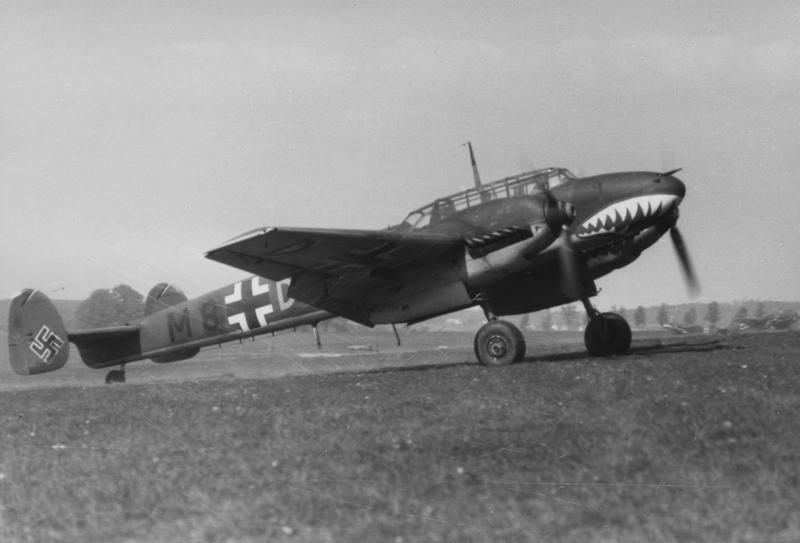
Messerschmitt Bf 110 en mai 1940.
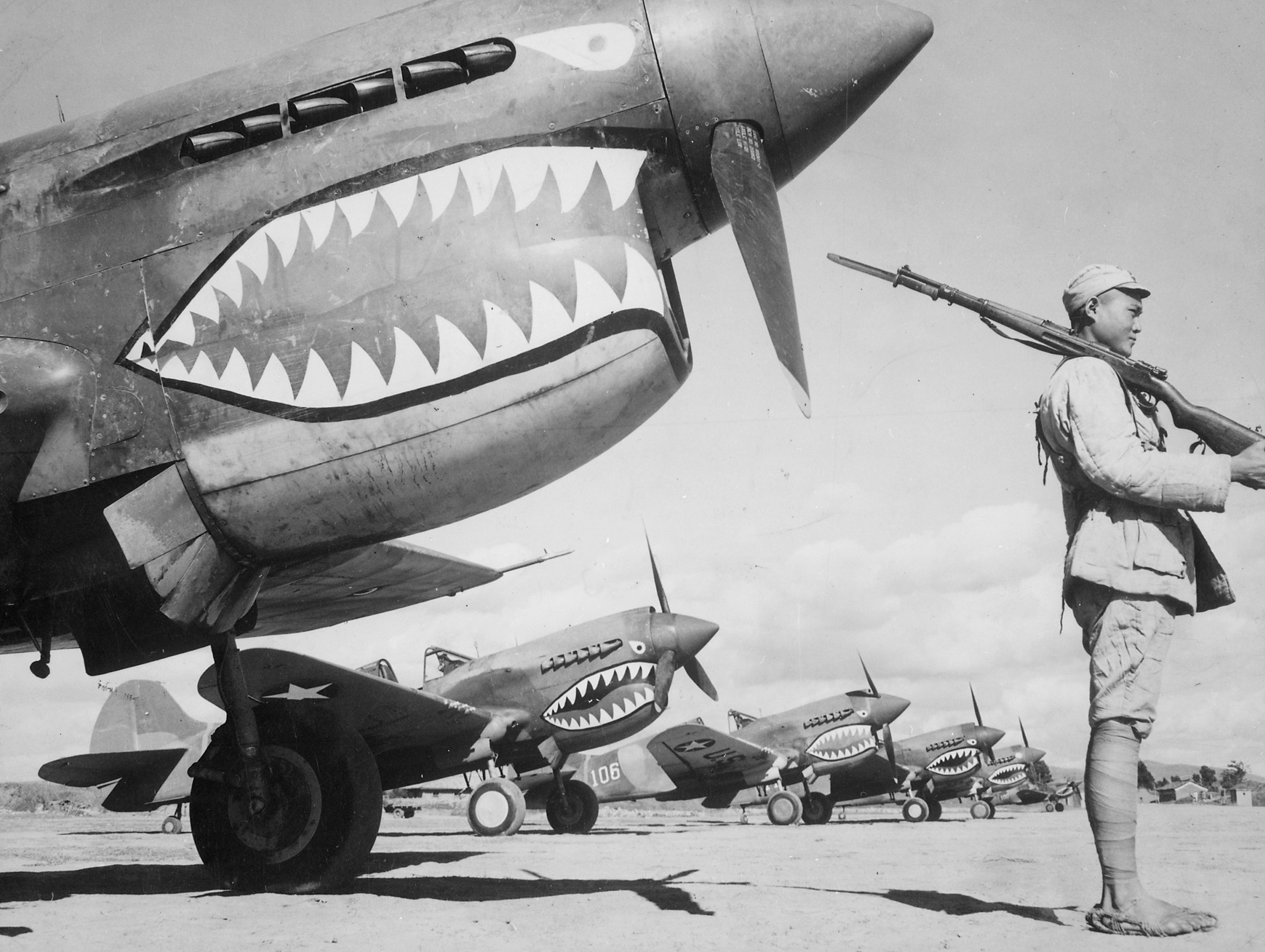
Des P-40 des Tigres volants.

## Histoire

### Première Guerre mondiale

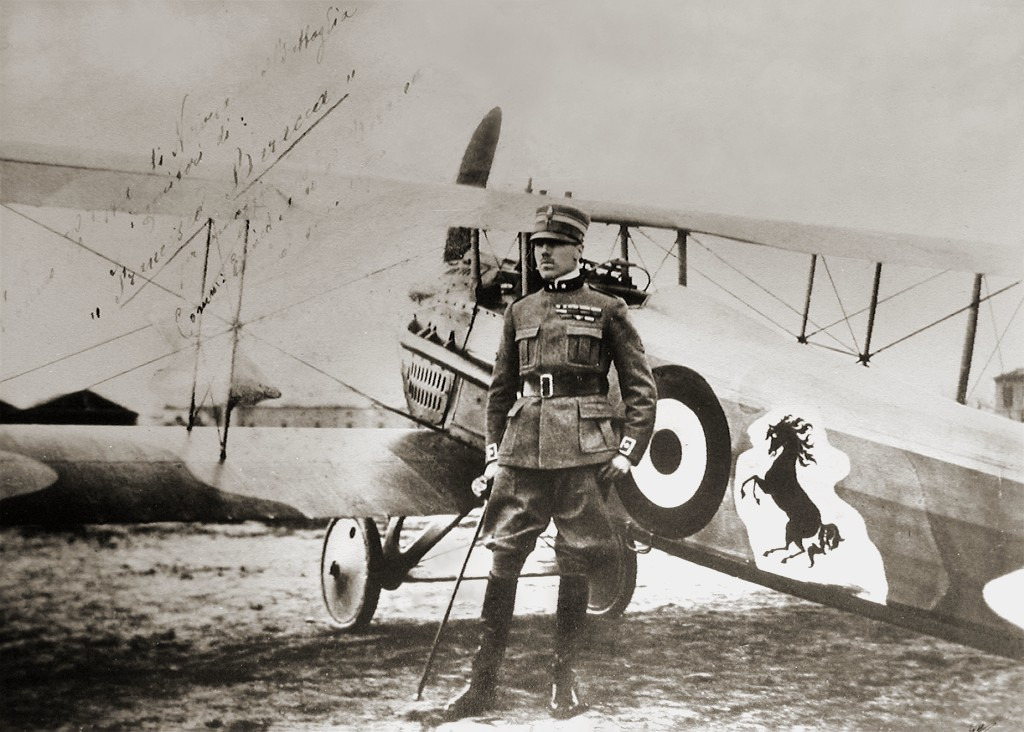
Le « cheval cabré » de l'avion de Francesco Baracca.

Les premières peintures sur des avions militaires ont été dues à des pilotes italiens et allemands. Notamment un monstre marin peint sur un hydravion italien en 1913.
L'escadrille San Marco (également connue comme La Serenissima) avec laquelle Gabriele D'Annunzio s'embarquera en 1917 pour lâcher des tracts sur Vienne (une première dans les opérations de guerre psychologique) porte sur le fuselage de ses biplans une somptueuse décoration inspirée du Carpaccio représentant le Lion ailé de Venise pour rappeler l'origine vénitienne de cette escadrille rattachée à la marine italienne.
Le « cheval cabré » de l'as italien Francesco Baracca (repris plus tard comme motif par le constructeur d'automobiles Ferrari), le triplan allemand entièrement peint en rouge du Baron rouge, le « Hat in the Ring » (« chapeau dans un anneau ») du 94th Aero Squadron US, le « Kicking mule » (coup de pied de mule) du 95th Aero Squadron sont les décorations les plus connues.
L'aviateur Charles Nungesser avait fait peindre sur ses avions un blason personnel qui rappelait clairement la proximité des aviateurs avec la mort, à la façon des Memento Mori ou des « vanités » qu'on trouve sur certaines peintures de la Renaissance : Ce blason comprenait un cercueil , deux chandeliers et une tête de mort aux tibias croisés se détachant sur un cœur de couleur noire. Cet emblème figurait aussi sur la carlingue de l'Oiseau Blanc , l'appareil de grand raid avec lequel François Coli et lui-même périrent en mer lors d'une tentative de record sur le trajet Paris-New York en 1927

### Seconde Guerre mondiale

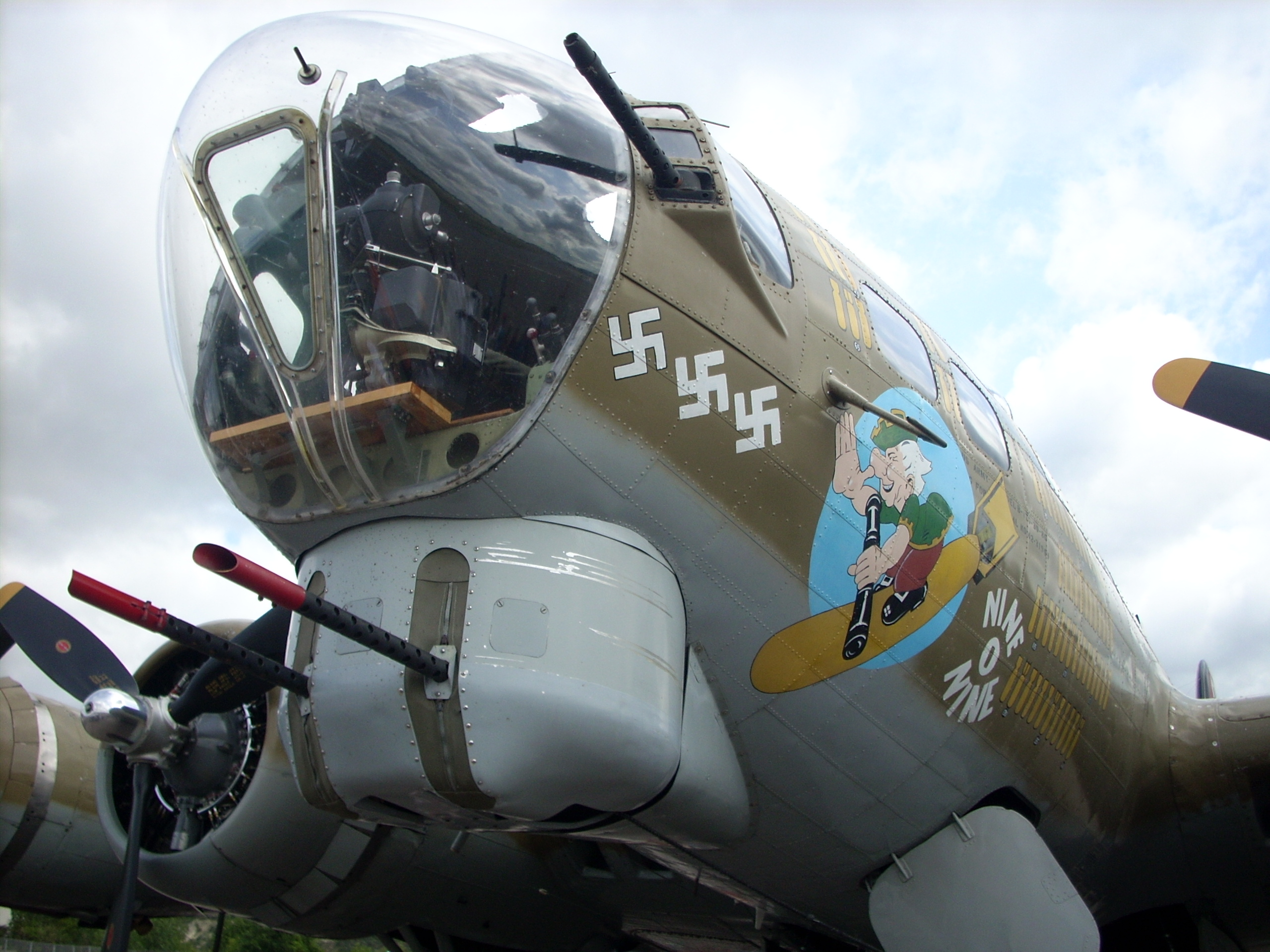
Le nez du B-17 « Nine-O-Nine ».

Cela fut l'âge d'or du Nose Art principalement mis en œuvre sur les avions américains : B-17, B-24, B-25, B-29, P-51, mais aussi sur des P-38. Mais le Nose art a également été mis en œuvre sur des avions de l'Axe.
Les peintures étaient réalisées par des peintres civils de profession ou des militaires artistes très recherchés. Le commandement fermait les yeux sur des décorations parfois à la limite des bonnes mœurs. Par contre, le Nose art était interdit dans l'US Navy et peu pratiqué dans la Royal Air Force ou la Royal Canadian Air Force.

### Ultérieurement

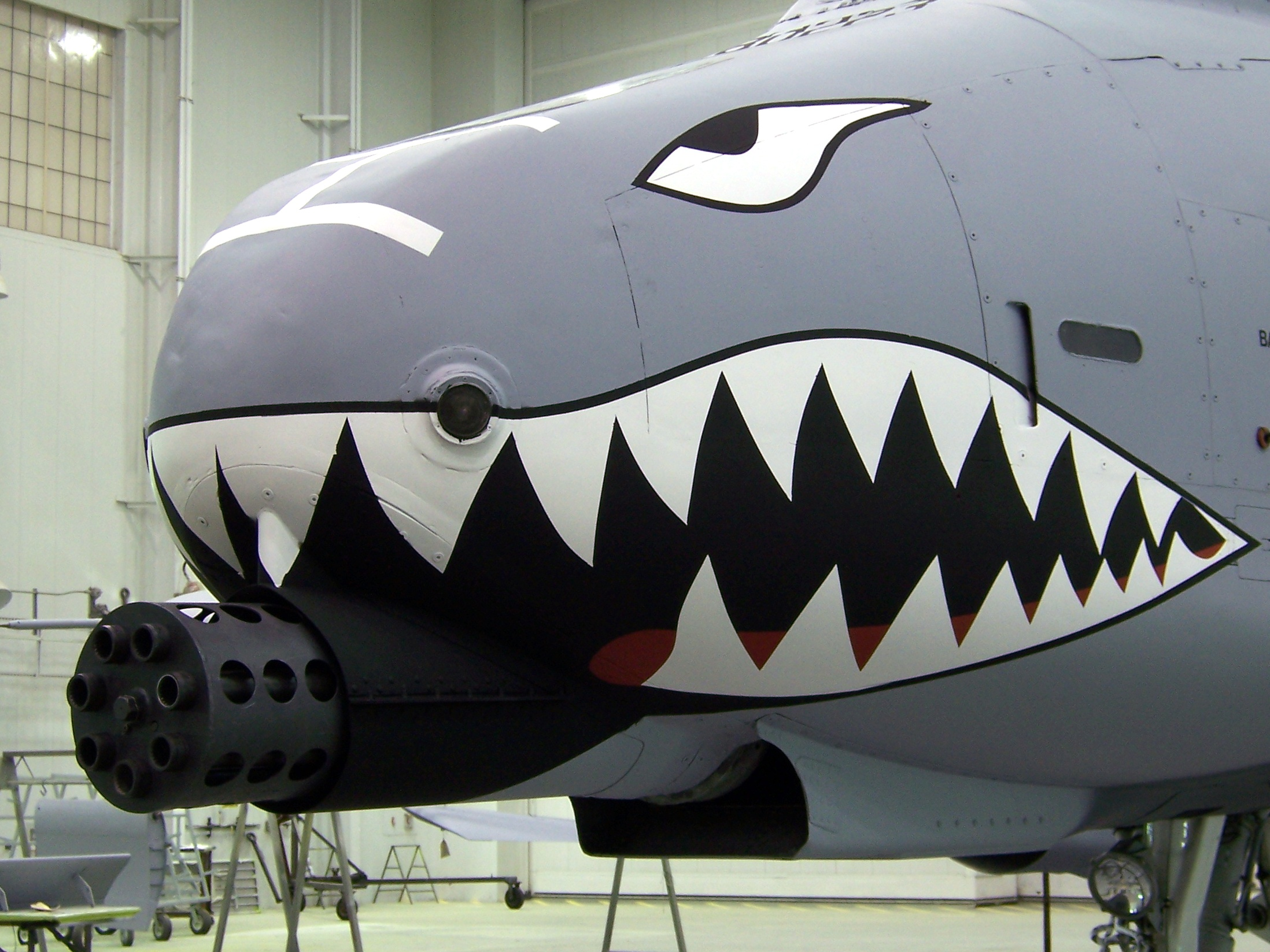
A-10 Thunderbolt II montrant le canon GAU-8 Avenger intégré dans le dessin.

Pendant la guerre de Corée, le Nose art a décoré les bombardiers B-26 Marauder et B-29 Superfortress, les transports Fairchild C-119 Flying Boxcar, et les avions d'attaque au sol Douglas AD Skyraider.
Pendant la guerre du Viêt Nam, ce sont notamment les AC-130 Gunships qui ont été ainsi décorés.
On retrouve ces peintures dans les conflits qui suivront : guerres du Golfe (guerre du Koweït, guerre en Irak) où on retrouve ces peintures à la fois sur les avions et sur des hélicoptères bien que de façon bien plus discrète avec les peintures basse visibilité actuelles.
En 2007, les dessins de pin-up ont été interdits en Grande-Bretagne pour ne pas offenser les femmes ou les personnes de religion musulmane.

Un Super Étendard de la flottille 11F de l'aviation navale française durant le Tiger Meet de 2007.

Les pilotes américains n'ont pas été les seuls à peindre leurs avions. Ainsi un certain nombre d'appareils anglais, français mais aussi allemands et japonais ont connu des personnalisations. Mais c'est dans les forces américaines que l'on trouve le plus de personnalisations.
Lors de manifestations et d'événements tels que la réunion de la NATO Tiger Association, des appareils sont décorés spécialement pour l'occasion.

## Avions civils

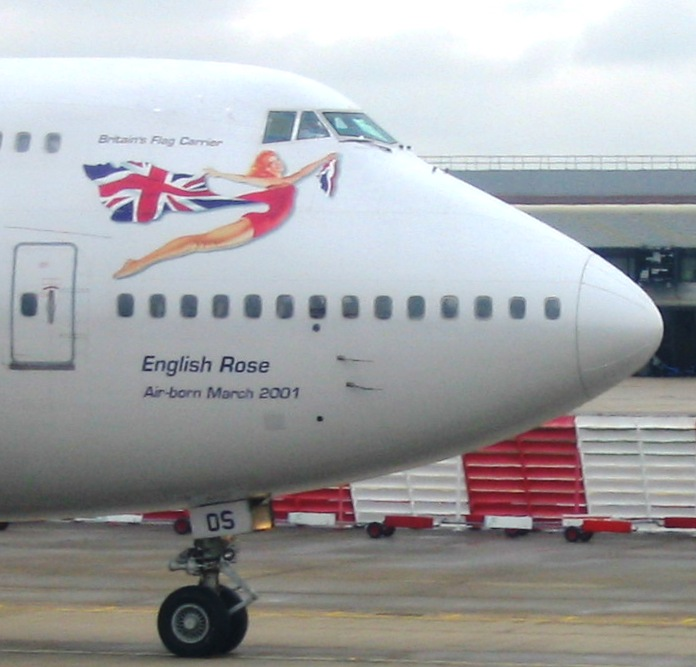
Exemple de Nose art sur un avion commercial Boeing 747.

Des avions civils commerciaux ont également porté des images relevant du Nose Art. Notamment les avions de ligne de la compagnie Virgin Atlantic présentant les « Virgin girls » dans leur livrée standard.
Dans un sens plus large, les peintures sur la queue des appareils des compagnies telles qu'Alaska Airlines relèvent du Nose Art. De même que certaines décorations sur la queue d'avions actuels de l'US Navy.